# Huayllas (Cocapata)
Huayllas ist eine Ortschaft im Departamento Cochabamba im südamerikanischen Andenstaat Bolivien.

## Lage im Nahraum
Huayllas liegt in der Provinz Ayopaya und ist eine Ortschaft im Cantón Cocapata im Municipio Cocapata. Die Ortschaft liegt auf einer Höhe von 3985 m oberhalb linken, nördlichen Ufer des Río Totorani, der über den Río Altamachi zum Einzugsbereich des Río Alto Beni gehört.

## Geographie
Huayllas liegt zwischen der Cordillera Mazo Cruz und der Cordillera de Cocapata im nordwestlichen Teilabschnitt der Cordillera Oriental. Das Klima ist ein typisches Tageszeitenklima, bei dem die Temperaturschwankungen zwischen Tag und Nacht deutlicher ausfallen als zwischen den Jahreszeiten.
Die Jahresdurchschnittstemperatur der Region liegt bei knapp 1 °C (siehe Klimadiagramm Cocapata) und schwankt im Jahresverlauf nur wenig zwischen −2,5 °C im Juni/Juli und 3 °C im November. Der jährliche Niederschlag liegt bei etwa 850 mm und ist ganzjährig humid, schwanken jedoch zwischen Niederschlägen von nur 10 mm im Juni/Juli und Höchstwerten über 150 mm im Januar.

## Verkehrsnetz
Huayllas liegt in einer Entfernung von 108 Straßenkilometern nordwestlich von Cochabamba, der Hauptstadt des Departamentos.
Durch Cochabamba führt die 1657 Kilometer lange Nationalstraße Ruta 4, die ganz im Westen an der chilenischen Grenze bei Tambo Quemado beginnt. Sie führt quer durch das ganze Land über Quillacollo und Cochabamba nach Santa Cruz und endet im südöstlichen Teil des Landes an der Grenze zu Brasilien bei der Stadt Puerto Quijarro.
Bei Falsuri nahe Quillacollo zweigt von der Ruta 4 die Ruta 25 nach Nordwesten in Richtung Departamento La Paz ab und erreicht über lange Serpentinen nach 27 Kilometern auf einer Höhe von knapp 4500 Metern den Abzweig Cruce a Misicuni, bei dem die Ruta 4101 nach Norden abzweigt. Nach neun Kilometern verlässt beim Abzweig Lagunas Toro die Ruta 4103 die Hauptstraße in nordwestlicher Richtung, erreicht nach elf Kilometern die Ortschaft Peñas und führt dann auf den folgenden 26 Kilometern in nordwestlichen Richtungen durch die weitgehend unbesiedelten Hochtäler und Hochflächen bis zur Ortschaft Calientes am Nordrand des Parque Nacional Tunari (Nationalpark Tunari). Drei Kilometer vor Calientes zweigt eine Nebenstraße in nordöstlicher Richtung ab, überquert den Río Calientes nach sieben Kilometern und erreicht zwei Kilometer später in östlicher Richtung Putucuni. Am Ortsende von Putucuni führt nach Nordosten eine Nebenstraße in das fünf Kilometer entfernte Huayllas.

## Bevölkerung
Die Einwohnerzahl der Ortschaft ist im Jahrzehnt zwischen den letzten beiden Volkszählungen auf die Hälfte zurückgegangen:
| Jahr | Einwohner         | Quelle       |
| ---- | ----------------- | ------------ |
| 1992 | keine Detaildaten | Volkszählung |
| 2001 | 432               | Volkszählung |
| 2012 | 227               | Volkszählung |
| 2024 |                   | Volkszählung |

Die Region weist einen hohen Anteil an Quechua-Bevölkerung auf, im Municipio Morochata (aus dem das Municipio Cocapata hervorgegangen ist) sprechen 96,6 % der Bevölkerung Quechua.